# 毡毛绣球
毡毛绣球（学名：Hydrangea coacta）为绣球花科绣球属下的一个种。

## 扩展阅读
- 維基物種上的相關：毡毛绣球